# Elżbieta Tarnawska

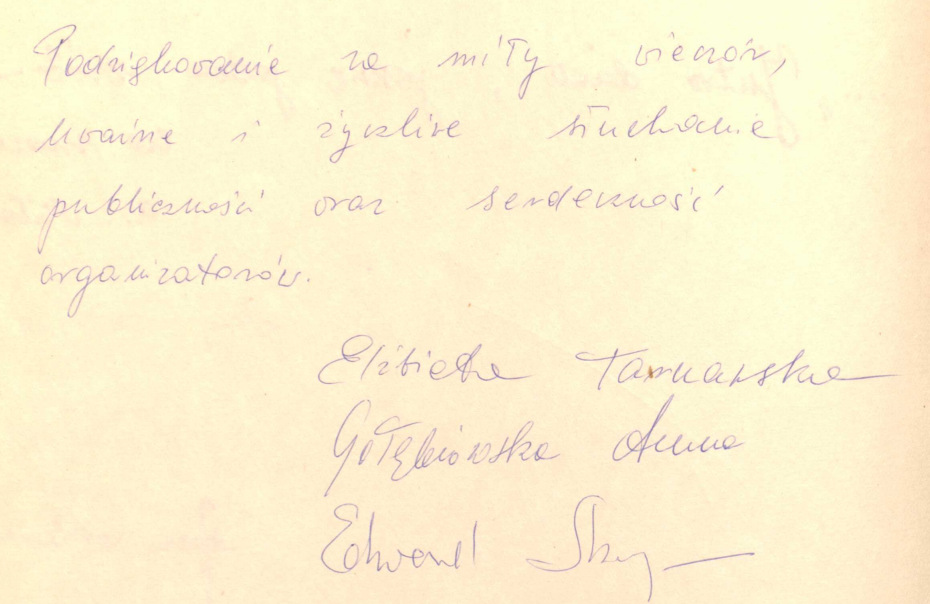
Wpis Elżbiety Tarnawskiej do Kroniki Klubu Związków i Stowarzyszeń Twórczych, 09.03.1981

Elżbieta Tarnawska (ur. 28 kwietnia 1948 w Warszawie) – polska pianistka i pedagog, profesor sztuk muzycznych.

## Wykształcenie
Studia w Konserwatorium w Petersburgu (klasa prof. Ludmiły Umanskiej) i w Akademii Muzycznej im. Fryderyka Chopina w Warszawie (klasa prof. Reginy Smendzianki). Studia podyplomowe w Moskwie (prof. Wiktor Mierżanow i prof. Irina Rumiancewa), Paryżu (prof. Monique Haas) i w Nowym Jorku (prof. Eugen List). Studia doktoranckie na University of Maryland (prof. Nelly True).

## Działalność pedagogiczna
W 1973 uczyła gry na fortepianie w Państwowym Liceum Muzycznym im. Karola Szymanowskiego w Warszawie. W latach 1974–1981 prowadziła głównie działalność koncertową. Następnie pracowała na kilku amerykańskich i polskich uczelniach. Od 1993 pracuje w Akademii Muzycznej im. Fryderyka Chopina w Warszawie. W latach 2005–2008 prorektor ds. studenckich i kontaktów zagranicznych na tej uczelni. Profesor w Katedrze Fortepianu.

## Nagrody i wyróżnienia
- 1975: finalistka IX Międzynarodowego Konkursu Pianistycznego im. Fryderyka Chopina w Warszawie (wyróżnienie)
- 1977: laureatka Międzynarodowego Konkursu im. Marguerite Long i Jacques’a Thibaud w Paryżu (VI nagroda)[3]
- 2019: nominacja do Nagrody Muzycznej „Fryderyk” w kategorii Album Roku Muzyka Solowa za płytę Chopin – Konkurs, Życie. Elżbieta Tarnawska (DUX)[4]
- 2023: Doroczna Nagroda Ministra Kultury i Dziedzictwa Narodowego w kategorii Edukacja artystyczna[5]